# بافت (زبان‌شناسی)
بافت (به انگلیسی: Context) در زبان‌شناسی به پس‌زمینه متنی، گفتاری و مفهومی گفته می‌شود که در آن پس‌زمینه کلام به بیان آمده و گفته شده است. بدون دانستن بافتِ یک کلام، معنای درست آن کلام را نیز نمی‌توان دانست. یک عبارتِ یکسان در یک بافت می‌تواند معنای کاملا متفاوت یا متضادی با همان عبارت در بافت دیگری داشته باشد. فهم نادرست از بافت می‌تواند به فهم نادرست و درگیری بینجامد.

## مغلطهٔ یک کلمه، یک معنی
معانی کلمات همواره تغییر می‌کنند و جابجایی می‌شوند. معمولاً مردم نگاه منفی به این جابجایی معنی دارند زیرا که می‌تواند به تفکر نادقیق و نیز سردرگمی ذهنی در برخی بینجامد. ممکن است بیندیشیم که برای از بین بردن این مشکل خوب است در گام نخست همهٔ آدم‌ها توافق کنند که هر کلمه در زبان تنها یک معنی داشته باشد و آن کلمه همیشه و توسط همگان به همان معنای توافق‌شده به‌کار رود؛ و سپس در گام بعدی تلاش شود تا از اجرای درست چنین توافقی اطمینان بیابیم. ولی در عمل امکان انجام هیچ کدام از این دو گام نیست حتی اگر کمیته‌ای از واژه‌سازان تشکیل شود تا با سخت‌ترین شیوه‌ها همهٔ دفاتر روزنامه‌ها را سانسور کرده و معناهای درست را دیکته کنند و در هر خانه‌ای یک ضبط صوت قرار دهیم.

## اصالت جوهر در زبان‌شناسی
مقالهٔ اصلی: اصالت جوهر در زبان‌شناسی
معمولاً در زبان‌شناسی اصالت جوهر را به معنای اعتقاد به وجود یک معنای صحیح برای هر کلمه، و نیز، قدرت و توانایی ما بر تعریف دقیق و عینی اطلاعات نهایی پیرامون ذات و جوهر شیئی است که آن واژه بدان دلالت دارد.

## پانوشته‌ها
1. ↑  «بافت» [زبان‌شناسی] هم‌ارزِ «کانتکست» (به انگلیسی: context)؛ منبع: گروه واژه‌گزینی. دفتر پنجم. فرهنگ واژه‌های مصوب فرهنگستان. تهران: انتشارات فرهنگستان زبان و ادب فارسی. شابک ۹۷۸-۹۶۴-۷۵۳۱-۷۶-۴ (ذیل سرواژهٔ بافت ۲)
2. ↑  Discourse
3. ↑  LANGUAGE IN ACTION, A Guide to Accurate Thinking, p. 64
4. ↑  Objective